# 802
Раннє Середньовіччя. •  Епоха вікінгів. •  Реконкіста.

## Геополітична ситуація
У Східній Римській імперії завершилося правління Ірини Афінської, розпочалося правління Никифора I. Імператор Заходу Карл Великий править Франкським королівством. Північ Італії належить Франкському королівству, Рим і Равенна під управлінням Папи Римського, герцогства на південь від Римської області незалежні, деякі області на півночі та на півдні належать Візантії. Піренейський півострів, окрім Королівства Астурія, займає Кордовський емірат. В Англії триває період гептархії. Центр Аварського каганату лежить у Паннонії. Існують слов'янські держави: Карантанія, як васал Франкського королівства, та Перше Болгарське царство.
Аббасидський халіфат очолює Гарун ар-Рашид. У Китаї править династія Тан. В Індії почалося піднесення імперії Пала. В Японії триває період Хей'ан. Хозарський каганат підпорядкував собі кочові народи на великій степовій території між Азовським морем та Аралом. Територію на північ від Китаю займає Уйгурський каганат.
На території лісостепової України в IX столітті літописці згадують слов'янські племена білих хорватів, бужан, волинян, деревлян, дулібів, полян, сіверян, тиверців, уличів. У Північному Причорномор'ї співіснують різні кочові племена, зокрема булгари, хозари, алани, авари, тюрки, угри, кримські готи. Херсонес Таврійський належить Візантії.

## Події
- Римський імператор Карл Великий провів адміністративну реформу імперії.
- Посольство Гаруна ар-Рашида привезло Карлу Великому в подарунок білого слона.
- Піпін Італійський захопив кілька міст в Беневентському герцогстві, але потім відступив.
- Повстали проти франків авари. Карл Великий послав проти них війська з Баварії, які спустошили Паннонію. Аварський тудун підкорився і знову був прощений.
- Людовик Благочестивий продовжує успішні дії проти маврів на Піренейському півострові.
- Никифор I змістив Ірину Афінську й став візантійським василевсом.
- У місті Сарагоса спалахнуло й було придушене повстання проти Кордовського емірату.
- Хан Крум очолив Перше Болгарське царство.
- Егберт став королем Вессексу.
- Вікінги сплюндрували острів Іона біля узбережжя Шотландії.
- Джаяварман II очолив новоутворену країну Камбуджадешу, відому також під назвою Кхмерська імперія, зі столицею в Ангкорі.
- У Кореї споруджено храм Хеїнса.